# Радован Мишић
Радован Мишић (Београд, 13/25. септембар 1887 — Нирнберг, 26. јул 1945) је био официр српске војске у Краљевини Србији током Балканских ратова и Првог светског рата. Службу је наставио у Краљевини СХС да бих након демобилизације 1921. године, био банкарски чиновник у Народној банци. Пре сам Други светски рат реактивиран као коњички официр југословенске војске и постављен за професора Војне академије. Заједно са својим питомцима упућен у Фочу где је током Априлског рата заробљен и интерниран у Немачку. Ратне године је провео у заробљеништву из кога се није вратио.
Потпуковник Радован Мишић познат је и као син српског војводе Живојина Мишића и брат мајора Александра Мишића.

## Биографија
Радован Мишић је рођен у Београду, као треће од шесторо деце Живојина и Лујзе Мишић (девојачко Крикнер). Основну школу завршио је у месту рођења. Ту је након тога уписао гимназију коју није завршио. У другом разреду гимназије бежи у манастир Врање да бих се прикључио четницима који су се спремали да изведу устанак на територији Османског царства. На вест да му је син побегао од куће његов отац Живојин преко окружног начелника је сазнао где му се налази син и вратио га у Београд. Међутим Радован се није смиривао па је бекство покушао још два пута. Други пут је поново враћен уз помоћ полиције а трећи пут је побегао преко границе. Тада је ступио у чету македонског четовође званог чича Крсте. Учествовао је у четничким акцијама на територији Македоније а нарочито се истакао у борбама код села Бајловци. По завршетку комитских операција, вративши се кући сазнао је да је избачен из гимназије што је јако наљутило његовог оца који га је припремао за школовање у Војној академији. Преко својих веза Живојин је свог сина Радована уписао у Приватну Трговачку академију. Након завршетка трогодишње Трговачке академије 1909. године, као дипломирани економиста Радован Мишић одлучује да упише курс резервних официра. Прошао је све војничке чинове од каплара до наредника и 30. новембра 1911. године произведен је чин резервног потпоручника. У том периоду текле су припреме за рат са Турском. Када је септембра 1912. године, краљ Петар објавио указ о општој мобилизацији, Радован се нашао у својој коњичкој дивизији. Са својом дивизијом учествовао је у биткама на Куманову и код Нагоричана. Ова дивизија је 7. новембра 1912. године, ослободила Лерин.